# Циндрич, Лука
Лу́ка Ци́ндрич (хорв. Luka Cindrić; род. 5 июля 1993, Огулин, Карловачка) — хорватский гандболист, выступающий за румынский клуб «Динамо» (Бухарест) и сборную Хорватии. Серебряный призёр чемпионата мира 2025 года, двукратный призёр чемпионатов Европы (2016 и 2020).

## Карьера

#### Клубная
Лука Циндрич воспитанник клуба ГК «Сень». В 2012 году Циндрич начал профессиональную карьеру в клубе ГК «Карловац». В 2014 году Лука Циндрич переходит в македонский клуб ГК Металург Скопье. В 2016 году Циндрич перешёл в «Вардар».

#### Сборная
Лука Циндрич выступает за сборную Хорватии. В сборной Хорватии Циндрич сыграл 48 матчей и забросил 121 мяч. Участник чемпионатов мира 2017 и 2019 годов, чемпионата Европы 2016 года.

## Награды
- Победитель Лиги чемпионов ЕГФ: 2016/17, 2020/21, 2021/22
- Чемпион Македонии: 2016, 2017
- Обладатель кубка Македонии: 2016, 2017
- Медаль «За заслуги перед Македонией» (5 июня 2017 года, Македония)[4].
- Чемпион Польши: 2019
- Обладатель кубка Польши: 2019
- Чемпион Испании: 2020, 2021, 2022
- Орден Хорватской звезды с ликом Франьо Бучара (10 марта 2025 года, Хорватия)[5]